# Мікушев Георгій Миколайович
Георгій Миколайович Мікушев (24 травня 1898, Кунгур — 9 вересня 1941) — радянський воєначальник, генерал-майор.

## Біографія
Народився 24 травня 1898 року в місті Кунгурі (нині районний центр Пермського краю Росії). Його батьки — вихідці з Комі. Мати — Параска Андріївна виросла в Усть-Сисольську, працювала прачкою. Батько Микола Фалалеєвич Мікушев — сирота, виховувався в одному з найближчих від Усть-Сисольска монастирів. В Усть-Сисольську вони познайомилися і одружилися. У пошуках кращого життя вони подалися до Кунгура, де згодом в них народився син Георгій.
По закінченню реального училища, Георгій вступив до військового училища, яке закінчив на початку 1917 року і отримав звання прапорщика. З серпня 1917 року брав участь у Першій світовій війні, командував ротою. Невдовзі його умілість і відвага були помічені командуванням і він отримав звання підпоручика.
Після Жовтневого перевороту залишив військову службу і повернувася до Кунгура. Працював в міській друкарні, а потім відповідальним секретарем редакції газети «Голос Кунгурської ради».
З приближенням фронту, у серпні 1918 року добровільно вступив у Червону Армію і був призначений командиром окремої роти. Служив в 30-й Іркутській Червонопрапорній стрілецькій дивізії, 25-й Чапаєвській Червонопрапорній стрілецькій дивізії.
У серпні 1939 року комбриг Г. М. Мікушев був призначений командиром 41-ї стрілецької дивізії. У червні 1940 року постановою, Ради Народних Комісарів СРСР йому було присвоєно звання генерал-майора.
На початку червня 1941 року склалася така обстановка, в якій важко було підтримувати постійну боєготовність дивізії. З настанням літа дивізія вийшла в табір. Артилерійські полки, зенітні дивізіони були викликані для зборів на корпусні та армійські полігони далеко від кордону. На збори були викликані спеціалізовані підрозділи полків. Частини стрілецьких підрозділів відбули на будівельні роботи. У таборах залишилися лише штаби частин і ослаблені стрілецькі підрозділи. Вищі штаби весь час давали суворі офіційні вказівки: ні на які провокації не йти і будь-яких відповідних бойових дій не починати.
14 червня 1941 було опубліковано повідомлення ТАРС в якому категорично, авторитетно стверджувалося, що Німеччина неухильно дотримується умов радянсько-німецького пакту про ненапад, що чутки про напад на СРСР позбавлені всякого ґрунту. І в той же час за багатьма даними, по обстановці на кордоні відчувалося, що невдовзі почнеться війна. У такій обстановці потрібно було знайти правильну лінію поведінки.
Генерал Мікушев, об'єктивно оцінивши обстановку, своєю владою наказав командирам частин повернути весь особовий склад і техніку зі зборів і полігонів, з усіх будівельних робіт і повністю зосередити дивізію в таборах. Це було надзвичайно відповідальне і сміливе рішення воєначальника, далекоглядного і вміє правильно орієнтуватися в складній обстановці. У суботу, 21 червня весь особовий склад частин прибув до табору. За кілька годин до війни дивізія була приведена в стан боєготовності. Це дозволило 41-й дивізії генерал-майора Мікушева гідно зустріти ворога. Смуга оборони 41-ї дивізії становила по фронту близько 50 кілометрів. Безпосередньо перед лінією оборони 41-ї стрілецької дивізії знаходилися 5 німецьких піхотних дивізій, повністю укомплектованих і відмінно озброєних. Це була більш ніж п'ятикратна перевага. Крім того безпосередньо за цими з'єднаннями розташовувалися три добірні гітлерівські танкові дивізій. Всі ці сили повинні були обрушитися на укріпрайон Рава-Руська. Німецьке командування розраховувало оволодіти містом Равою-Руською в перший же день війни, і рухаючись по шосе, через дві доби взяти Львів.
Рішучість, ініціатива генерала Мікушева, особисто виявлена ним мужність принесли багатообіцяючий результат. 41-а дивізія завдала ворогові не тільки величезної шкоди в живій силі і техніці, а і зірвала всі ретельно вивірені терміни гітлерівського наступу на Львів і Київ. Замість 22 червня фашисти увійшли в Раву-Руську тільки 27 червня. Дивізія Мікушева відійшла непереможеною і в повному складі тільки за наказом, отриманим зі штабу 6-ї армії, коли була обійдена з флангів і відрізаною.

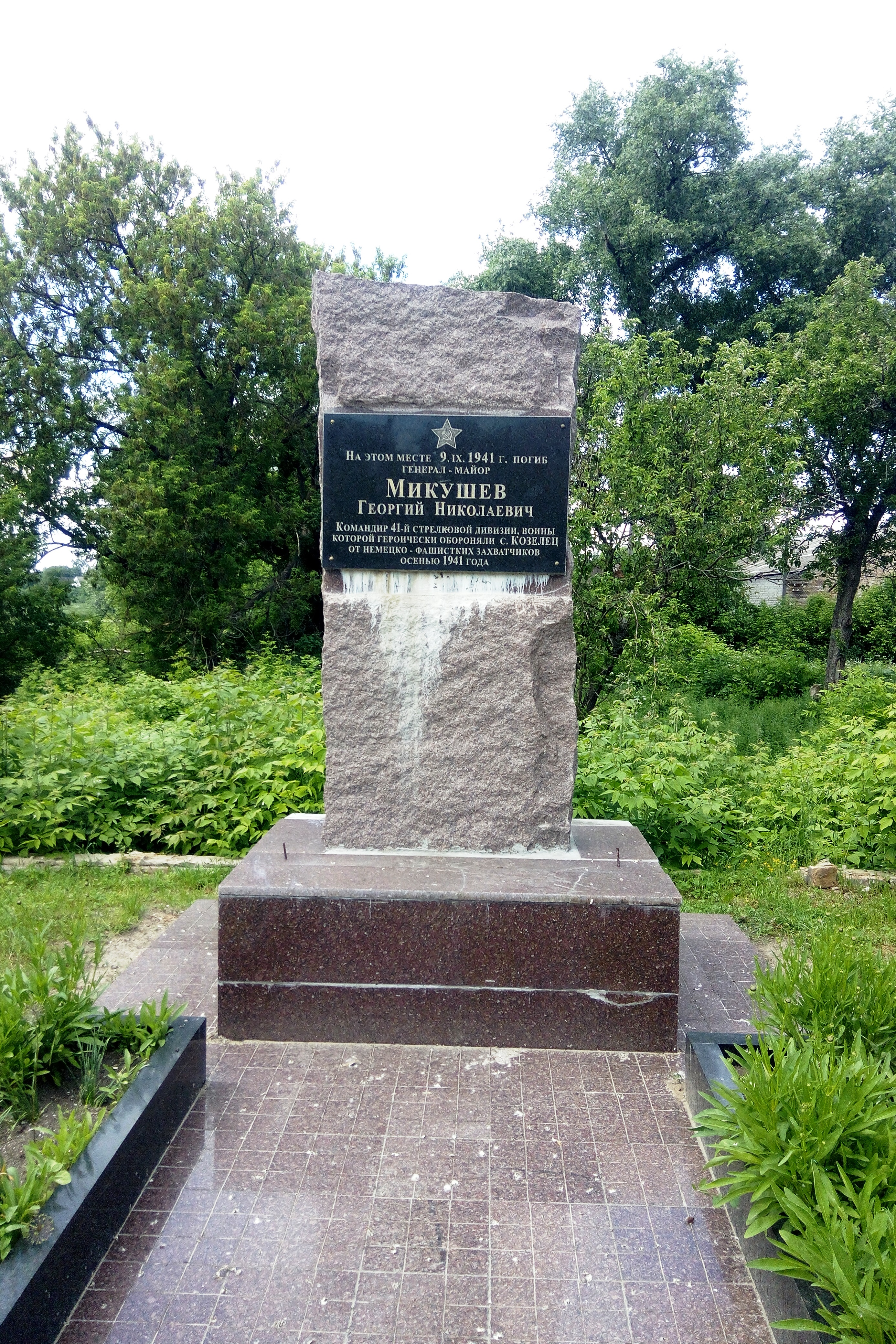
Місце загибелі Георгія Мікушева в Козельці

Бійці і командири дивізії билися з гітлерівцями під Жовквою, Куликовим, на підступах до Львова. Пізніше в районі Білої Церкви, Ржищева, на берегах Дніпра, на Лівобережжі України. В одному з боїв під Козельцем 9 вересня 1941 року генерал Мікушев особисто повів бійців в контратаку і був смертельно поранений.
Прощання дивізії з генералом відбулося в селі Семиполках. Хоча становище на фронті з кожним днем погіршувалося, командування вирішило поховати генерала в Києві. Похорони відбулися 12 вересня 1941 року в Київському ботанічному саду в присутності представників усіх частин. На похорон зібралося багато городян.

Могила Георгія Мікушева на Лук'янівському військовому кладовищі Києва

Гітлерівці, окупувавши Київ, збили колону на його могилі, зрівняли її з землею. У вересні 1966 року, завдяки довгим зусиллям групи ветеранів, могила Георгія Миколайовича була знайдена. Прах комдива з усіма почестями був перепохований на Лук'янівському військовому кладовищі.

## Пам'ять
На місці загибелі Георгія Мікушева встановлено пам'ятний знак. 10 вересня 1968 року його ім'я було присвоєно одній з вулиць Кунгура.